# Joachim Riedl
Joachim Riedl (* 21. Februar 1953 in Wien) ist ein Schriftsteller, Publizist, Journalist, Dokumentarfilmer und Ausstellungsgestalter.

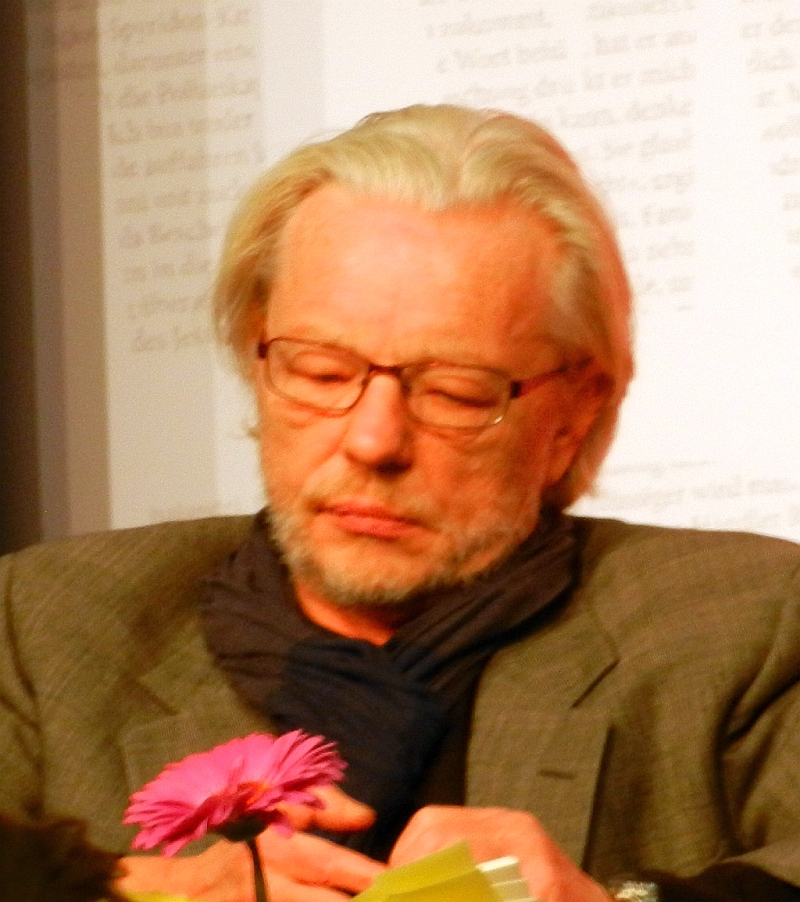
Joachim Riedl auf der Büchermesse 2011 in Wien

Er studierte englische Literatur, Soziologie und Psychologie in Cambridge und Wien, wurde Autor und Ausstellungsmacher und journalistisch/redaktionell tätig u. a. für profil, Die Zeit, Der Spiegel und die Süddeutsche Zeitung.
Riedl ist Leiter des Wiener Büros der Zeit. Er lebt in Wien.

## Werke
- mit Hans Peter Hofmann (Hrsg.): Versunkene Welt. Wien 1984.
- Das Geniale, das Gemeine. Versuch über Wien. München 1992.
- Thomas Klestil. Macht braucht Kontrolle. Wien 1993.
- Leere Räume, laute Stimmen. Reportagen und Bilder aus den USA. München 1994.
- (Hrsg.): Heimat. Auf der Suche nach der verlorenen Identität. Wien 1995.
- mit Schalom Ben-Chorin, Marcel Reich-Ranicki und Rachel Salamander: Die jüdische Welt von gestern 1860-1938. Text- und Bildzeugnisse aus Mitteleuropa. 1998.
- Der Wende-Kanzler. Die unerschütterliche Beharrlichkeit des Wolfgang Schüssel. Ein biographischer Essay. Wien 2001.
- Wien, Stadt der Juden. Die Welt der Tante Jolesch. Wien 2004.
- Jüdisches Wien. Wien 2012

## Auszeichnungen
- 2001: Friedrich Torberg-Medaille